# Paparazzo
Paparazzo (množina Paparazzi) bio je u početku šaljiv, a s vremenom je postao uobičajan naziv za senzacionalističkog fotografa.
Paparazzi obično rade za žuti tisak ili tabloide. Njihovo djelovanje je kontroverzno:
S jedne strane postoji potreba za slobodno izvještavanje o poznatim osobama u pogledu na "slobode medija."
S druge strane, 'rad' paparazza se može smatrati najviše kao nezakonito ometanje privatnosti, i kao temeljito neetičko ponašanje.

## Imenica
Riječ dolazi od imena nametljivog novinaskog fotografa, Waltera Santessoa u filmu Slatki život Federica Fellinija iz godine 1960. Ime je dobio po imenu vlasnika hotela Coriolano Paparazzo od Catanzara koji se spominje u turističkim vodiču Jonian By Sea od Georgea Gissinga. Fellini je pročitao knjigu u vrijeme priprema za svoj film i bio fasciniran tim imenom.